# Artamus personatus
L'artamo mascherato o rondine boschereccia mascherata (Artamus personatus (Gould, 1841)) è un uccello passeriforme della famiglia Artamidae.

## Etimologia
Il nome scientifico della specie, personatus, deriva dal latino e significa "mascherato", in riferimento alla livrea di questi uccelli: il nome comune altro non è che la traduzione di quello scientifico.

## Descrizione

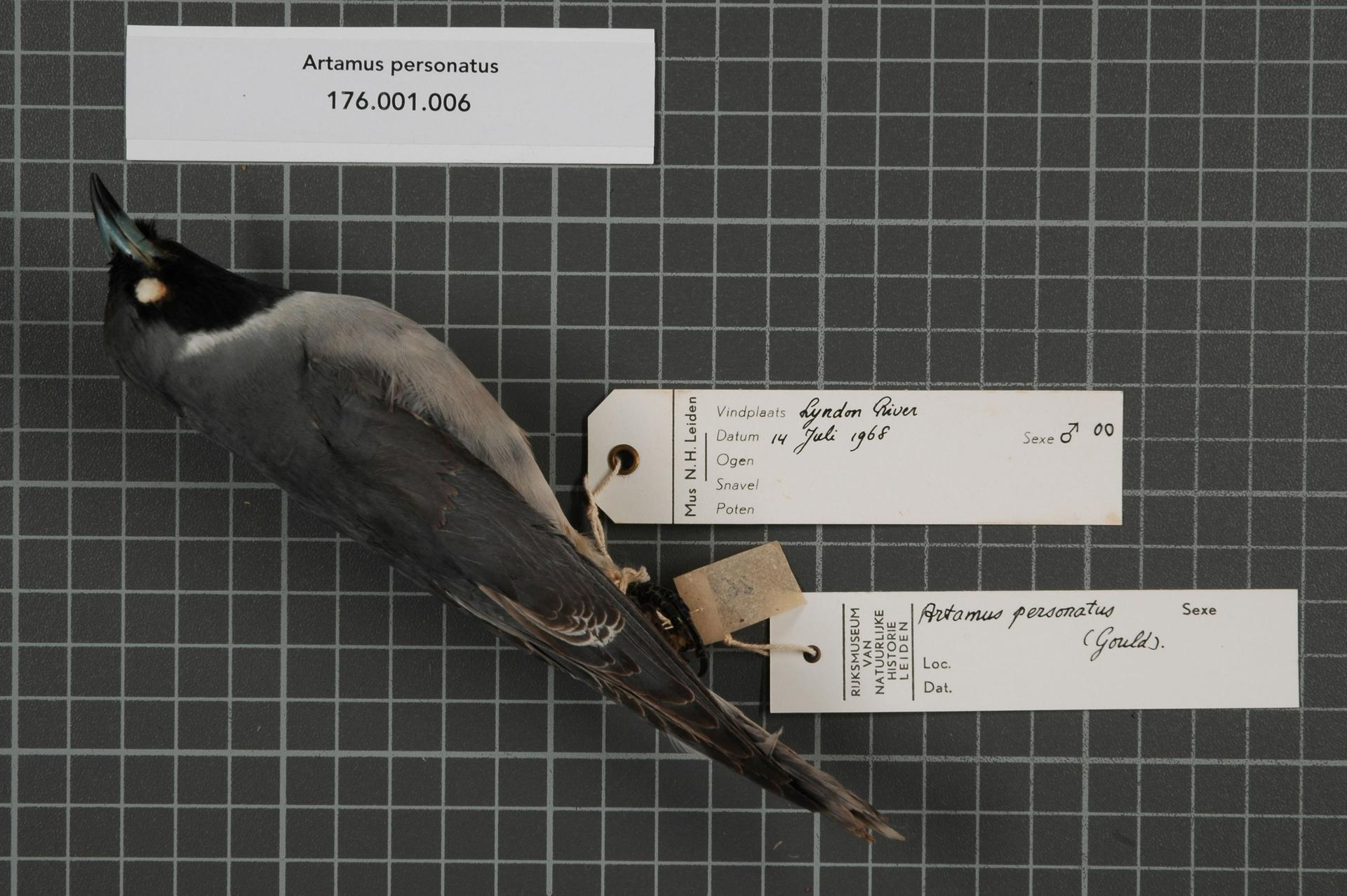
Maschio impagliato.

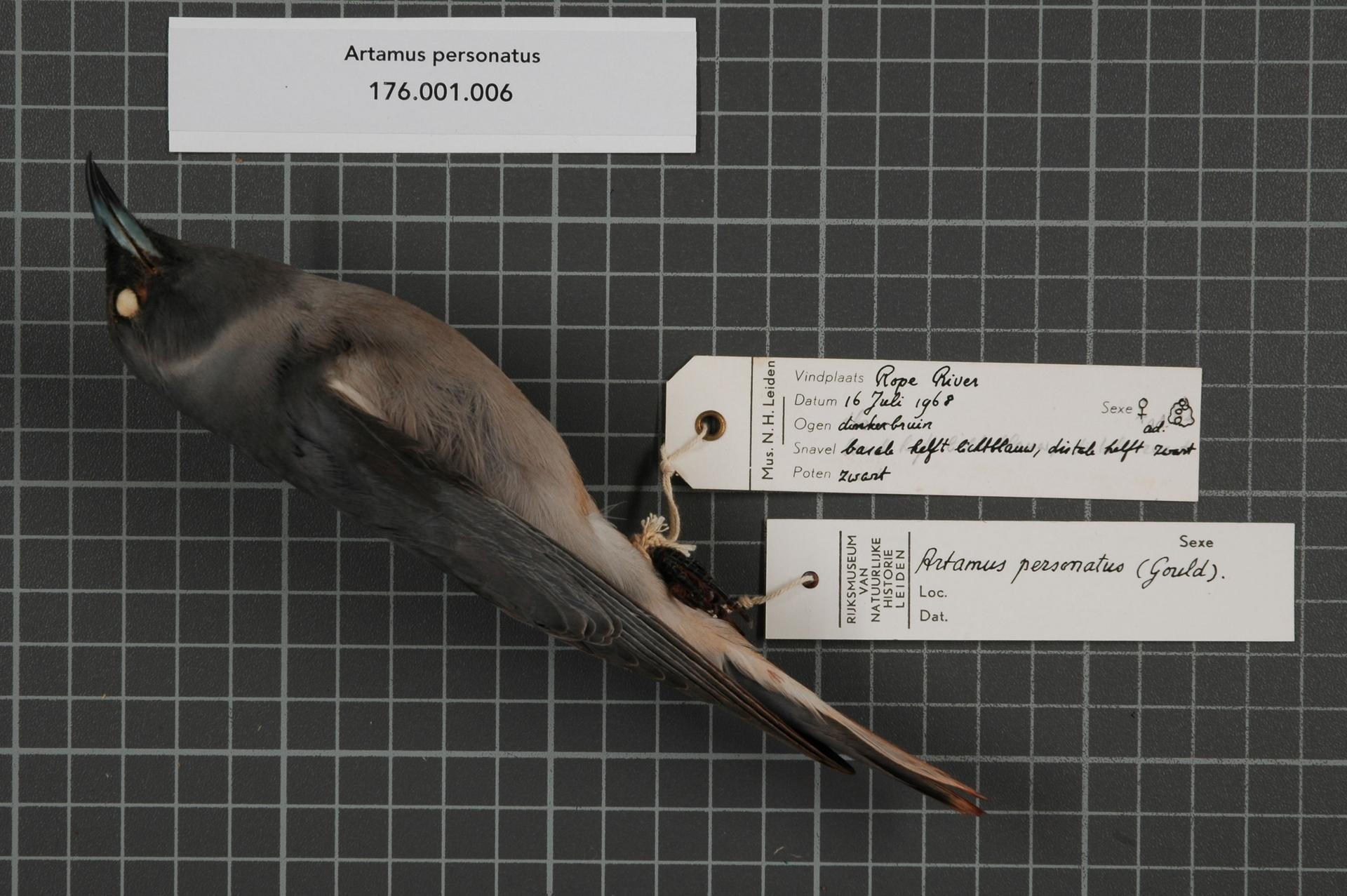
Femmina impagliata.

### Dimensioni
Misura 18–20 cm di lunghezza, per 25,5-42 g di peso e un'apertura alare di 32–34 cm.

### Aspetto
Si tratta di uccelli dall'aspetto robusto, muniti di testa appiattita, corto becco conico, lunghe ali appuntite dalla base molto larga e corta coda squadrata, nonché di zampe piuttosto corte.
Il piumaggio è di colore grigio cenere su fronte, vertice, nuca, lati del collo, dorso, ali e coda: su quest'ultima e sulle remiganti esso tende a scurirsi leggermente. Petto, ventre, fianchi e sottocoda sono invece più chiari, di colore grigio-biancastro, ed anche la superficie inferiore delle ali tende al bianco. La faccia e la gola presentano una maschera di colore grigio-nerastro, che frutta a questa specie sia il nome comune che il nome scientifico.

L'artamo mascherato è una delle poche rondini boscherecce a presentare dimorfismo sessuale ben individuabile: nei maschi, infatti, la maschera facciale è orlata ai lati da una sottile banda bianca, mentre nelle femmine il bordo è meno definito e si perde nel grigio cefalico. Inoltre, le femmine di artamo mascherato presentano decise sfumature grigio-brune nell'area toracica e ventrale.
In ambedue i sessi il becco è di colore grigio-bluastro con punta nera, gli occhi sono di colore bruno scuro e le zampe sono nerastre.

## Biologia

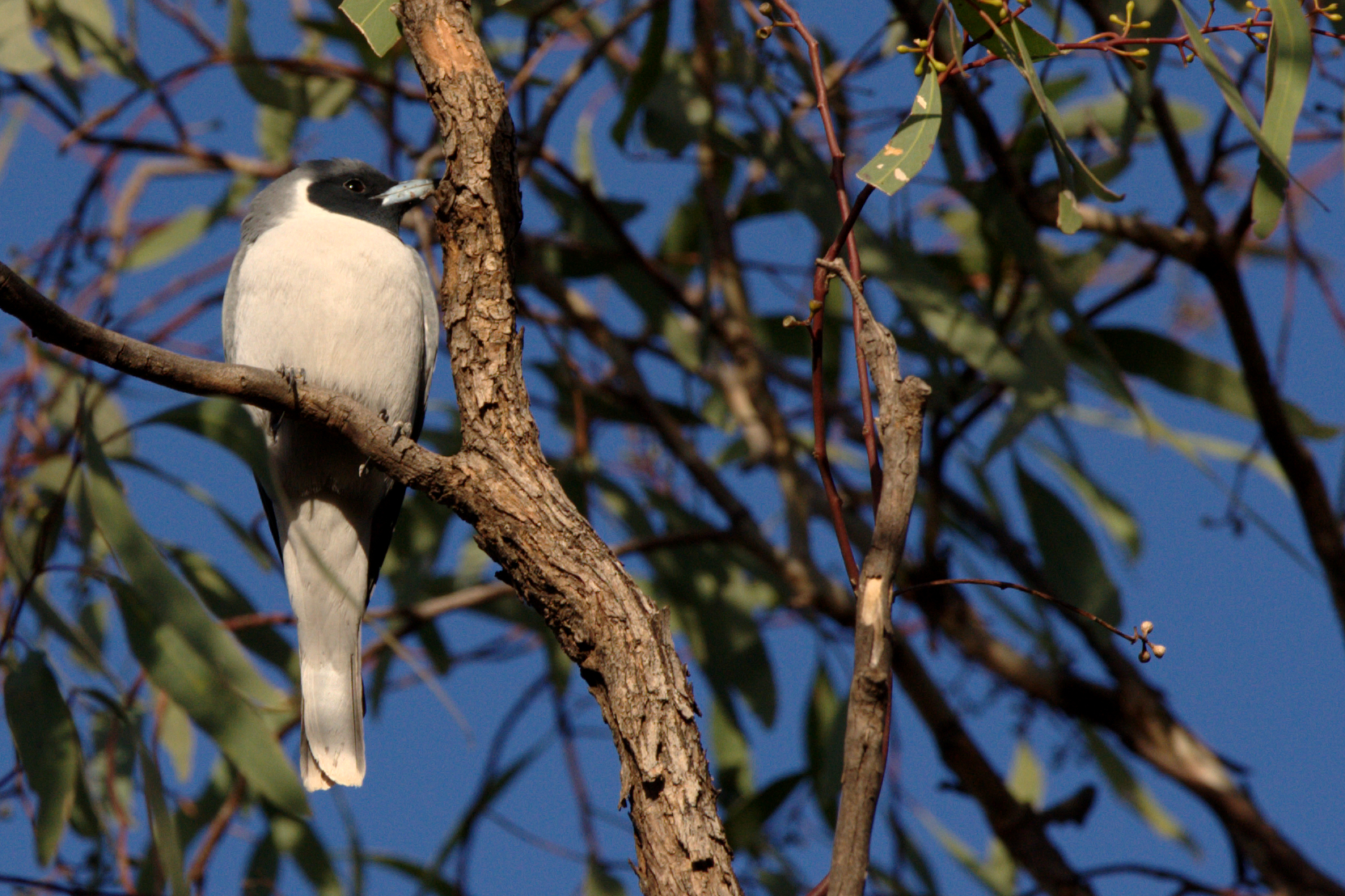
Maschio in natura.

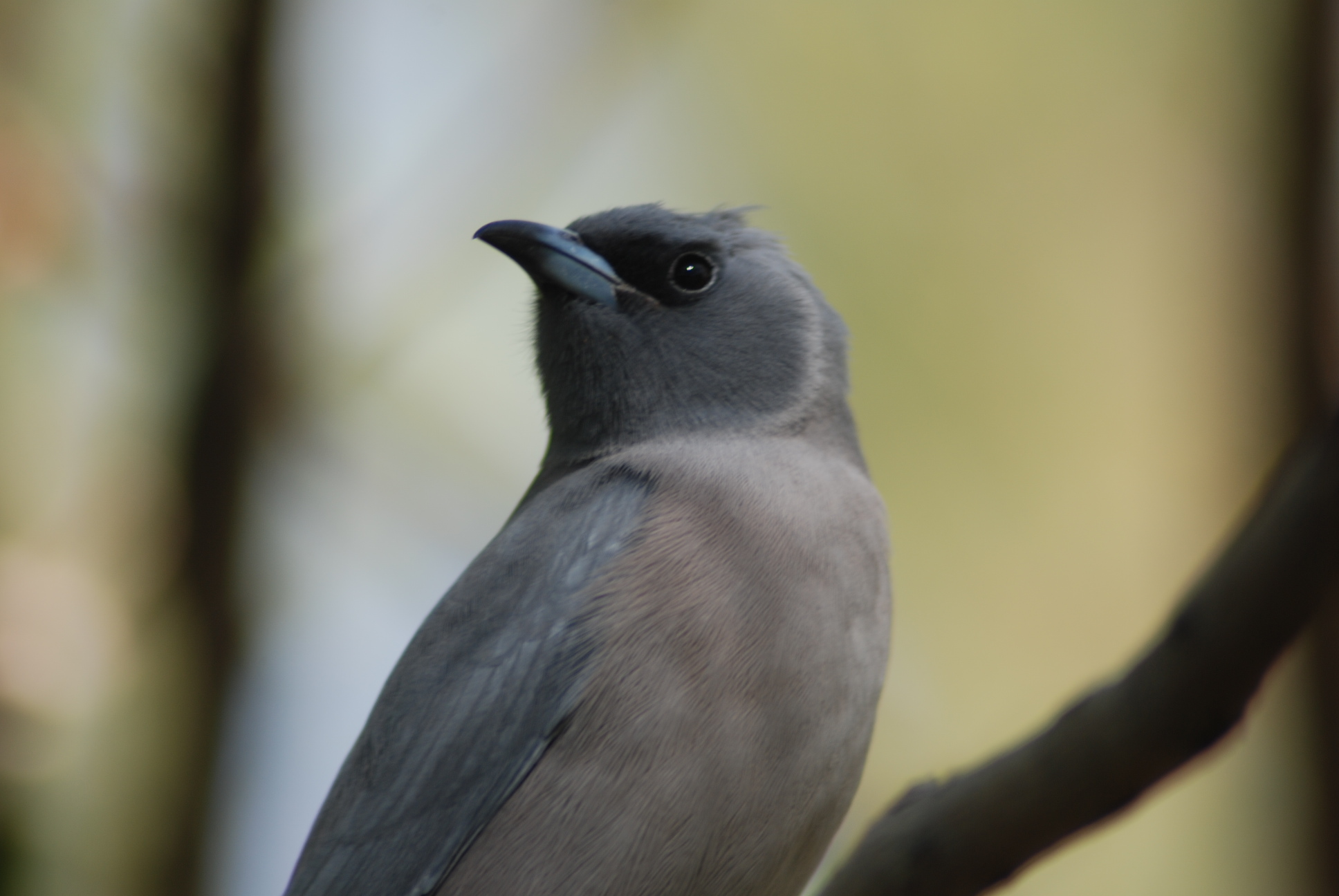
Primo piano di una femmina.

Si tratta di uccelli dalle abitudini di vita essenzialmente diurne, molto sociali, che passano la maggior parte della giornata in volo alla ricerca di cibo e acqua in stormi di qualche decina d'individui, talvolta in associazione con l'affine artamo dal sopracciglio bianco.
I vari esemplari di uno stormo, generalmente legati fra loro da rapporti di consanguineità, sono molto uniti fra loro e passano molto del proprio tempo libero tolettandosi a vicenda, tenendosi inoltre in contatto costante mediante richiami cinguettanti ed ammassandosi sul far della sera su posatoi al riparo fra gli alberi, dove passare la notte.

### Alimentazione

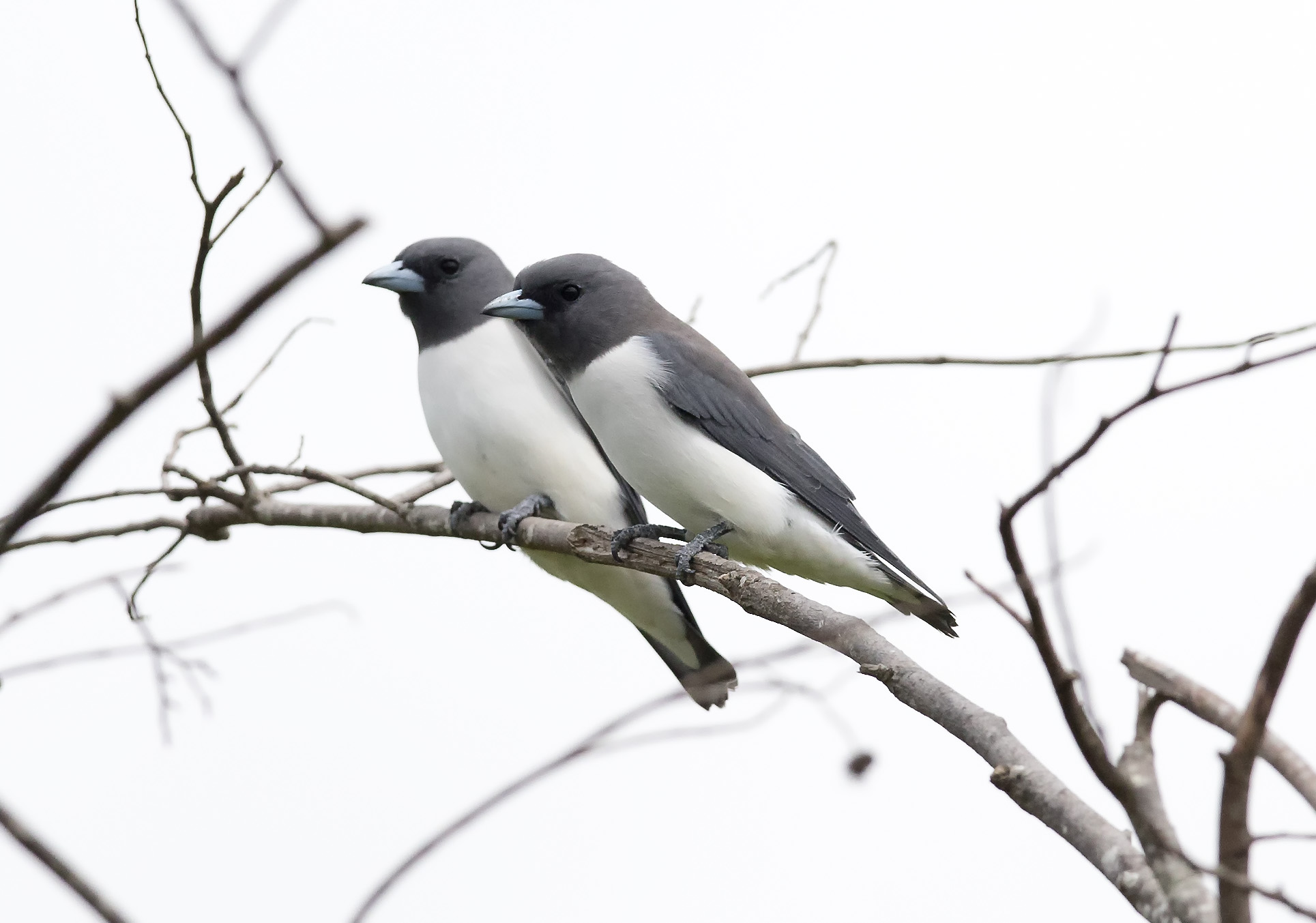
Due esemplari a Karratha.

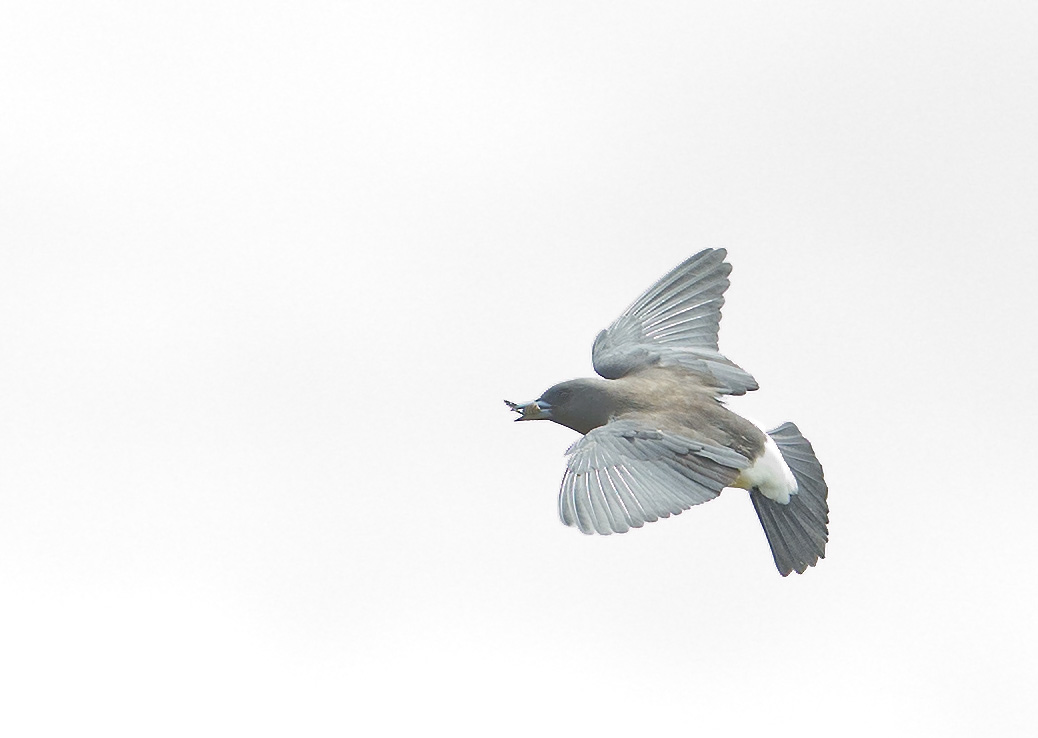
Esemplare cattura preda al volo nel Queensland.

La dieta dell'artamo mascherato è in larga parte insettivora: questi uccelli sono ottimi volatori, essendo inoltre in grado di planare a lungo sfruttando le correnti ascensionali, e catturano in volo la maggior parte delle proprie prede, perlopiù insetti alati.

Soprattutto nella parte settentrionale dell'areale occupato dalla specie, inoltre, durante l'inverno australe l'artamo mascherato può nutrirsi anche di bacche, frutta e nettare.

### Riproduzione
La stagione riproduttiva si estende da luglio a marzo, con picchi delle schiuse fra settembre e dicembre: generalmente viene portata avanti una singola covata l'anno, raramente due.

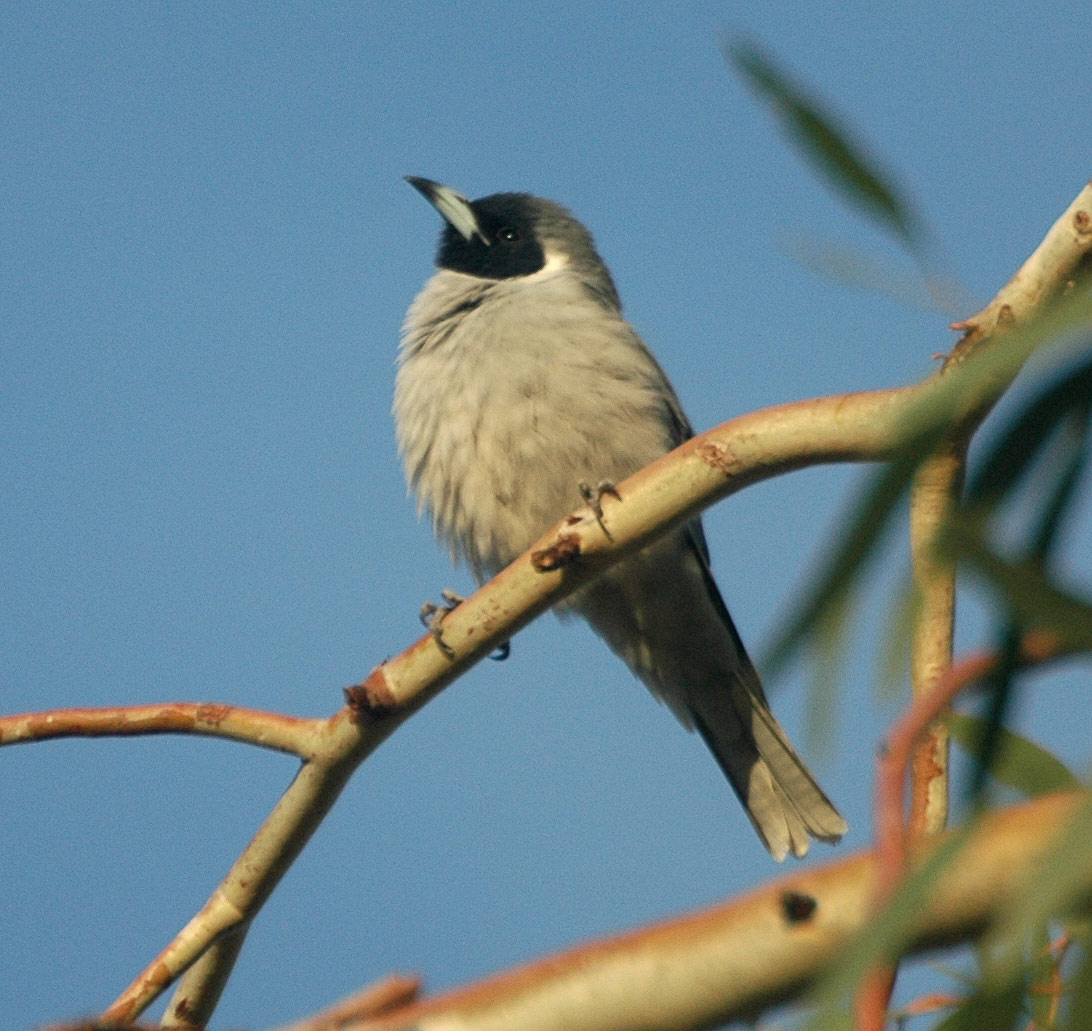
Giovane femmina nel Queensland.

L'artamo mascherato è una specie rigidamente monogama, nella quale i partner collaborano attivamente nella costruzione del nido, nella cova e nelle cure parentali ai nidiacei. Le coppie divengono piuttosto territoriali per difendere il nido e la prole, e a differenza delle altre rondini boscherecce non consentono agli altri membri dello stormo di collaborare nella cova e nell'allevamento della prole: talvolta, gli artami mascherati nidificano in colonie, coi vari nidi distanziati di circa 10 m gli uni dagli altri.

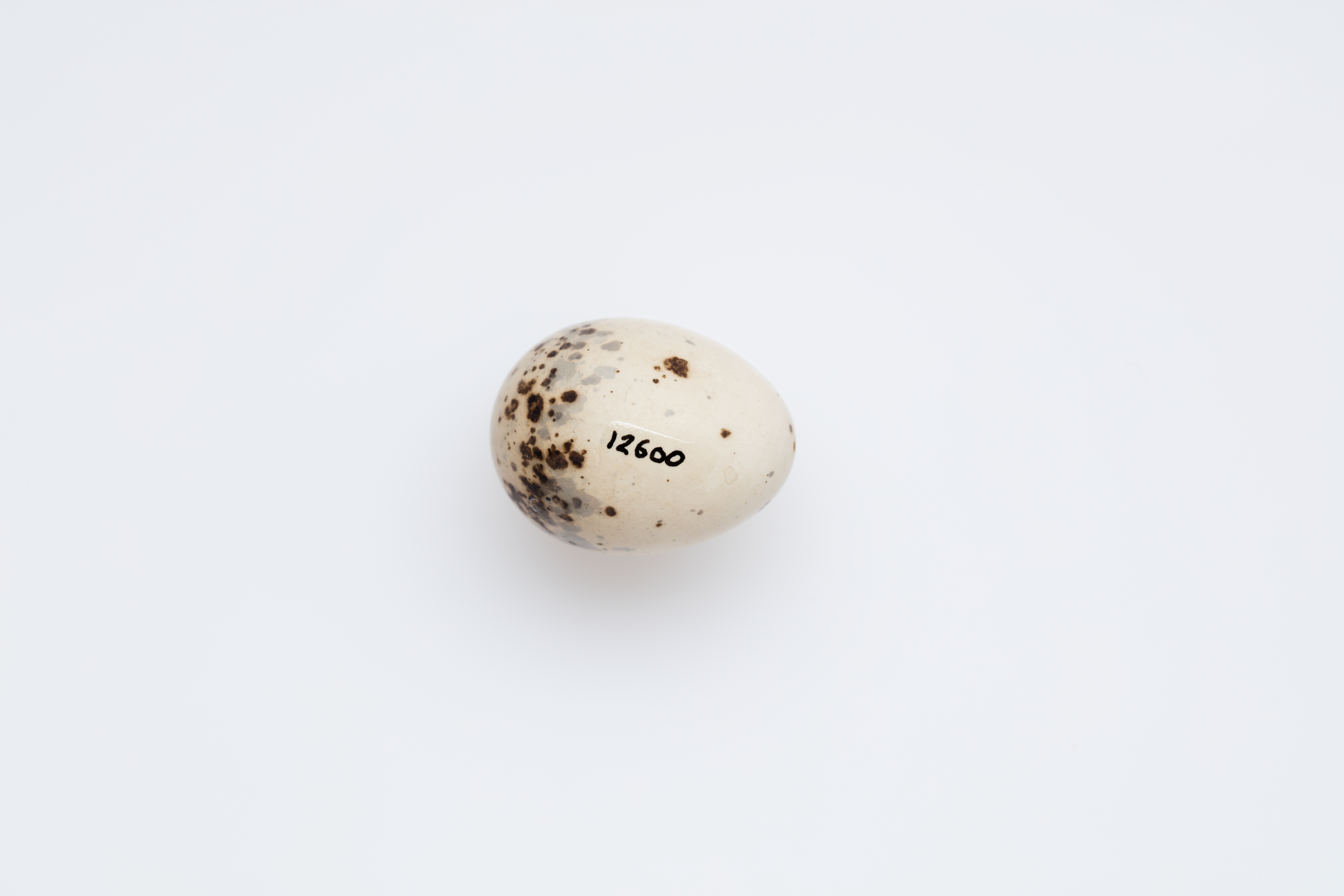
Uovo.

Il nido, a forma di coppa schiacciata, viene realizzato da ambedue i partner intrecciando grossolanamente fibre vegetali: esso viene posizionato a 1–2 m dal suolo su di un ramo caduto, la fronda di una siepe o semplicemente una sporgenza della corteccia.

Al suo interno la femmina depone 1-4 uova di colore bianco-rosato con maculatura bruno-rossiccia, particolarmente presente sul polo ottuso: i due sessi si alternano nella cova per circa due settimane e mezzo, quando schiudono pulli ciechi ed implumi. Essi vengono imbeccati e accuditi da ambedue i genitori, e sono in grado d'involarsi attorno al mese di vita, sebbene non possano dirsi completamente affrancati dal nido prima che sia passato circa un mese e mezzo dalla schiusa: in genere, i giovani non si disperdono, bensì tendono a rimanere nello stormo d'appartenenza dei genitori.

## Distribuzione e habitat

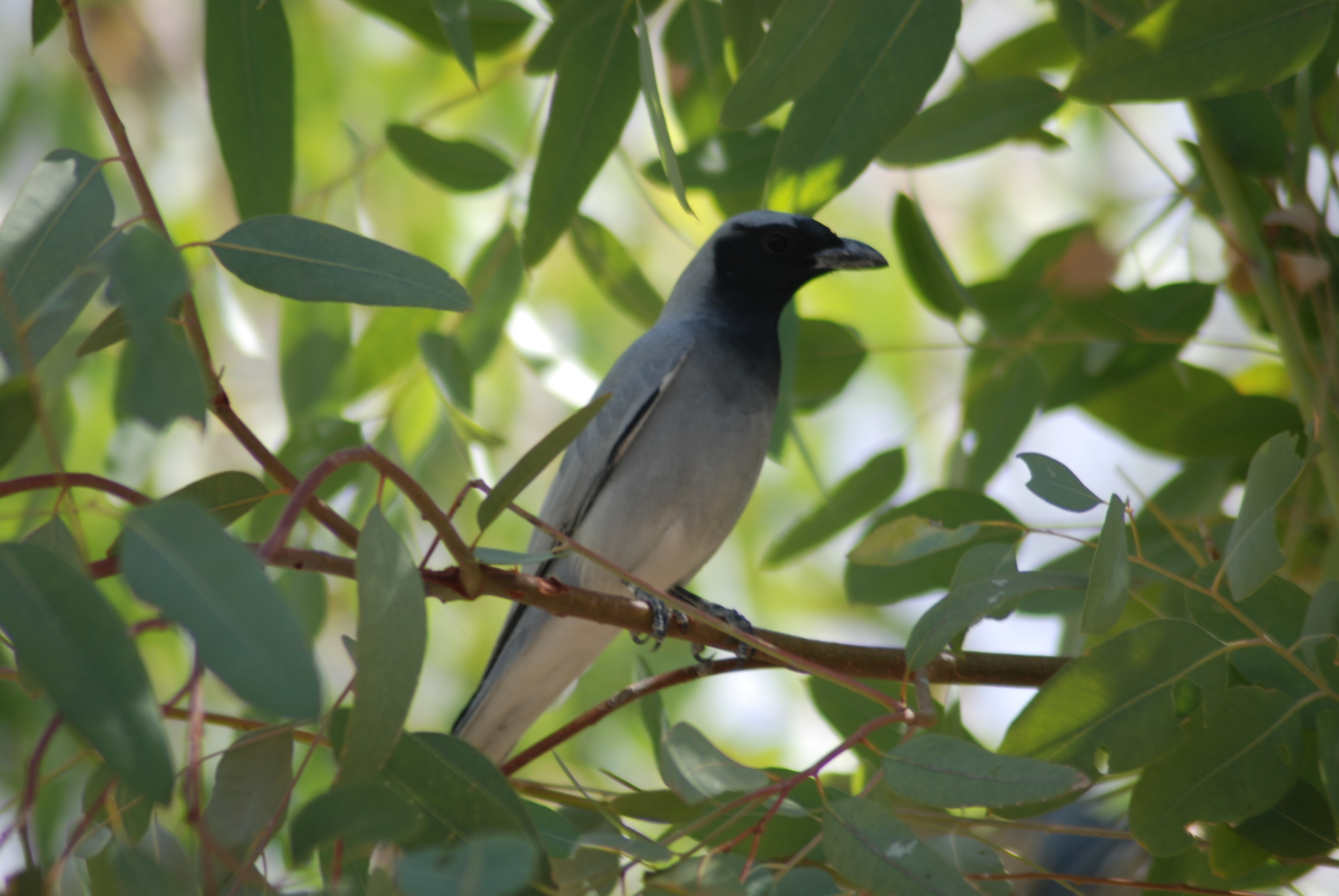
Esemplare nei pressi di Alice Springs.

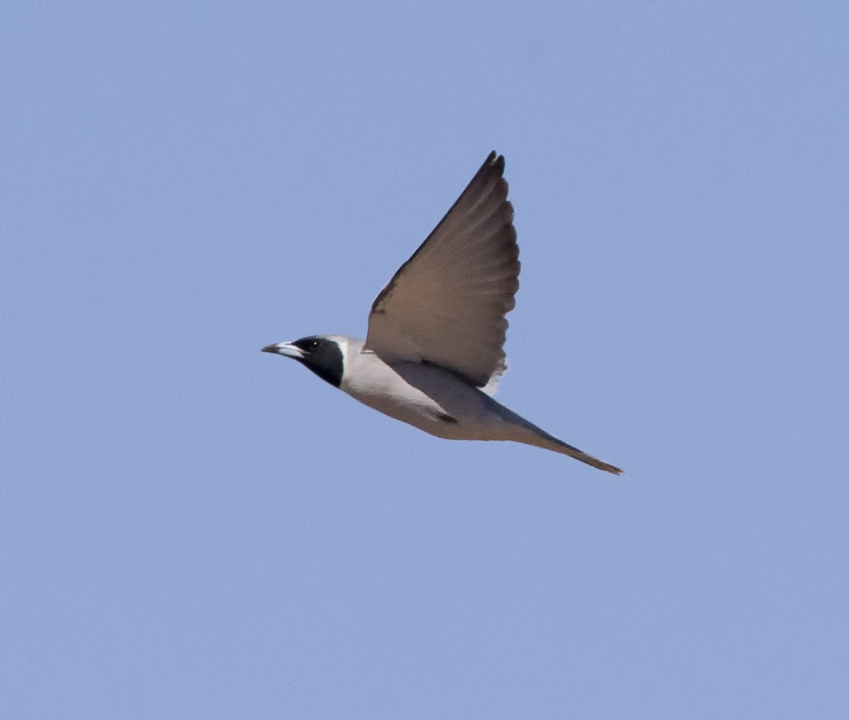
Maschio in volo.

L'artamo mascherato è endemico dell'Australia, dove è presente grossomodo in tutto il territorio, pur risultando più abbondante ad ovest della Grande Catena Divisoria, mentre lungo la costa orientale e sud-orientale la specie è meno comune e comunque non nidificante: questi uccelli mancano invece dalla punta della penisola di Capo York e sono assenti dalla Tasmania, mentre sono state osservate delle nidificazioni a King Island, nello stretto di Bass.
Questi uccelli sono dei nomadi instancabili e passano la maggior parte del proprio tempo in migrazione, seguendo il regime delle piogge: esemplari isolati in dispersione sono stati osservati in Tasmania, a Norfolk, Lord Howe e perfino in Nuova Zelanda, dove la specie è stata fra l'altro, per uno scherzo del destino, osservata per la prima volta e descritta scientificamente.
L'habitat di questi uccelli è rappresentato dalle aree aride e semiaride erbose e cespugliose aperte, con presenza di alberi isolati o macchie alberate: essi colonizzano anche pascoli e piantagioni, nonché i viali alberati delle zone rurali e urbane.